# パリパリバー

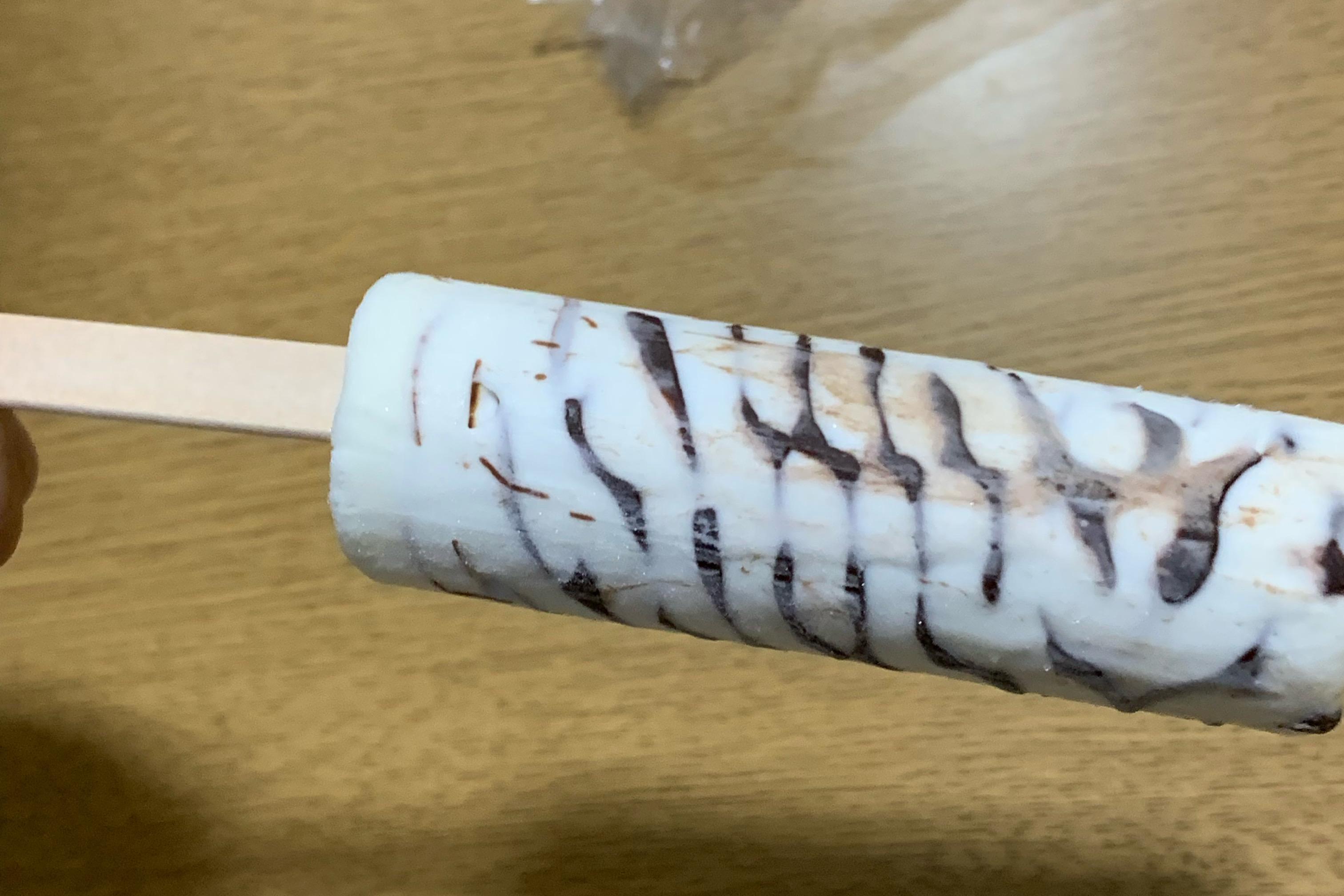
パリパリバー

パリパリバーは、森永製菓が販売しているアイスクリーム。

## 概要
1986年にPARI PARI BARとして発売開始。マルチパックを中心に製造及び販売されている。層状に重なり合ったチョコレートとバニラアイスを合わせたものである。

## 歴史
- 1986年 - 販売開始。
- 1996年 - 名称が英字のPARI PARI BARからカタカナのパリパリバーとなる。